# Такабаяси, Такаси
Такаси Такабаяси (яп. 高林 隆, 2 августа 1931, Сайтама — 27 декабря 2009, Сайтама) — японский футболист.

## Клубная карьера
На протяжении своей футбольной карьеры выступал за клуб «Tanabe Pharmaceuticals».

## Карьера в сборной
С 1954 по 1958 год сыграл за национальную сборную Японии 9 матчей, в которых забил 2 гола. Также участвовал в Олимпийских играх 1956 года.

## Статистика за сборную
| Сборная Японии | Сборная Японии | Сборная Японии |
| Год            | Матчи          | Голы           |
| -------------- | -------------- | -------------- |
| 1954           | 3              | 2              |
| 1955           | 5              | 0              |
| 1956           | 0              | 0              |
| 1957           | 0              | 0              |
| 1958           | 1              | 0              |
| Итого          | 9              | 2              |